# كات ستيوارت
كات ستيوارت (بالإنجليزية: Kat Stewart)‏ ممثلة أسترالية،ولدت في 30 نوفمبر 1972 في محافظة بايرنسدال في أستراليا.

## وصلات خارجية
- كات ستيوارت على موقع IMDb (الإنجليزية)
- كات ستيوارت على موقع قاعدة بيانات الفيلم (الإنجليزية)